# Boesenbergia plicata
Boesenbergia plicata är en enhjärtbladig växtart som först beskrevs av Henry Nicholas Ridley, och fick sitt nu gällande namn av Richard Eric Holttum. Boesenbergia plicata ingår i släktet Boesenbergia och familjen Zingiberaceae.

## Underarter
Arten delas in i följande underarter:
- B. p. lurida
- B. p. plicata